# Hipódromo de Bellavista
El Hipódromo de Bellavista fue una instalación deportiva situado en el lugar de Cueto, en el municipio español de Santander (Cantabria), dedicada a la práctica de la hípica. Fue inaugurada en 1917 por la familia real española, dejando de funcionar como hipódromo en 1921.

## Historia

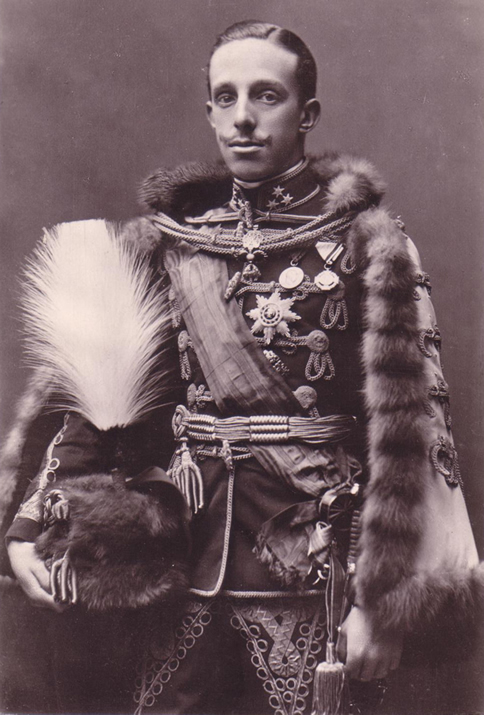
El rey Alfonso XIII inauguró el Hipódromo de Bellavista.

La zona de El Sardinero empieza a popularizarse desde mediados del siglo XIX para la práctica de los baños de ola, comenzando a llegar elementos de la burguesía castellana y madrileña. El Sardinero se va dotando de nuevas infraestructuras (hoteles, casas de baños, casino, etc.) y se mejora la comunicación con el centro de la ciudad. Ya a comienzos del siglo XX comienza Santander a ser corte de verano de la familia real, y 1913 se inaugura el Palacio de La Magdalena, erigido como residencia veraniega del rey Alfonso XIII. De la misma época son las Caballerizas de La Magdalena (1914), el Campo de Polo de La Magdalena (1915), el Gran Casino de El Sardinero (1916), o el Hotel Real (1917). Por la misma época se van creando diversas asociaciones deportivas: la Sociedad Ciclista (1887), la Unión Ciclista Santanderina (principios del siglo XX), la Real Sociedad de Tenis de La Magdalena (1906), el Santander Foot-ball Club (1907), la Sociedad Hípica Montañesa (1914), etc.
En el caso de la hípica, se constituye la Sociedad Hípica Montañesa, presidida por Ricardo Ruiz Pellón, que acondiciona los Campos de Sport, más cercanos a la ciudad que el anterior Hipódromo de La Albericia. En los Campos de Sport se hace el primer Concurso Hípico de Santander, realizado el 16 de agosto de 1916. El segundo Concurso Hípico de Santander, en 1917, se vuelve a realizar en los Campos de Sport, a pesar de que el Hipódromo de Bellavista ya estaba finalizado.
Sin embargo, será el duque de Santo Mauro quien proyecte la construcción de un nuevo hipódromo. Para su realización el Ayuntamiento de Santander cedió unos terrenos en Bellavista (Cueto), al Norte de El Sardinero. En ellos se construyó en cuatro meses la nueva instalación, bajo la dirección de Javier González de Riancho. El Hipódromo de Bellavista estaba dotado de una pista de 3820 metros de longitud, con superficie de hierba, y una pista mixta para las carreras de obstáculos. Además, disponía de cuatro caballerizas con un total de ochenta y tres establos, además de un edificio que agrupaba enfermería, pesaje, servicios telefónicos y telegráficos. También incluía una tribuna real, una tribuna para el público y una caseta de apuestas. Presentaba un diseño original al no tener forma de óvalo: la salida se situaba en las proximidades del faro de Cabo Mayor, tras la recta de salida se giraba hacia la izquierda a la altura del barrio de Cueto en dirección a Mataleñas para volver a tomar una gran curva de 180 grados a la derecha en las proximidades de la playa y finalmente encarar la larga recta de meta, que se situaba en las proximidades del actual colegio Vital Alsar.
Para las primeras carreras a celebrar en 1917 estaban previstos premios por un total de 312 000 francos. La inauguración oficial se produjo el 2 de septiembre de 1917, con presencia de los reyes de España. En las carreras de ese día resultaron vencedores Urania, del duque de Toledo (premio de inauguración); Fil d'Escosse, del conde de la Cimera (Premio Sardinero); Carbonaro, de Lord Michelham (Premio Santander); Augusta, del conde de la Cimera (Premio Villamejor); y Son Phoenix, del Barón de Velasco (Premio Santoña). La prueba de obstáculos fue para Adolfo Botín con Épsilon.
En 1918 fueron programadas doce reuniones que comenzarían el 30 de junio, con participación de caballos de Estados Unidos. En 1919 se organizaron veinticuatro pruebas. La actividad continuaría (catorce pruebas en 1920) hasta el cierre del recinto, el 28 de agosto de 1921; la temporada de 1921 fue en la que más carreras se organizaron, 35 lisas y 7 de obstáculos, con unos premios que ascendieron a 200 350 pesetas.
El Hipódromo de Bellavista tuvo una existencia efímera, en parte debido al contexto internacional y nacional de la época. Con el fin de la Primera Guerra Mundial, la nobleza y la alta burguesía europea —principales impulsores y usuarios de las instalaciones— comenzaron a regresar a sus países de origen, llevándose consigo los caballos, los recursos económicos y su entorno social. A esta circunstancia se sumó la inestabilidad política en España, marcada por conflictos como la guerra del Rif, así como una notable disminución del interés por las carreras entre el público local. Además, la falta de apoyo por parte del empresariado cántabro y de entidades como las sociedades El Sardinero y Amigos de El Sardinero, unida a la decisión del Ayuntamiento de Santander de no seguir destinando fondos públicos a su mantenimiento, precipitaron su cierre definitivo. 
A pesar de no volver a ser usado nunca como instalación deportiva, el hipódromo fue conociendo diferentes usos. A principios de los años 30 fue utilizado para albergar las colonias veraniegas de escolares. Durante la Segunda República Española, el terreno del hipódromo fue utilizado por el Ayuntamiento como huerta. En la Guerra Civil, la pista sirvió como campo de aviación, mientras que las caballerizas y las tribunas se acondicionaron en un inicio para acoger refugiados y más adelante, tras la entrada de las tropas franquistas, como campo de concentración de presos republicanos. Posteriormente, tras el incendio ocurrido en 1941, estos espacios se destinaron a viviendas para familias afectadas por la pérdida de sus hogares. A partir de los años cincuenta, parte de los terrenos fueron aprovechados para la construcción del Camping Municipal de Bellavista. Y el pabellón de recepciones anexo a la tribuna real fue transformado en una capilla, antecedente de la actual iglesia de la Virgen del Faro, con el propósito de prestar servicio a los veraneantes del camping.

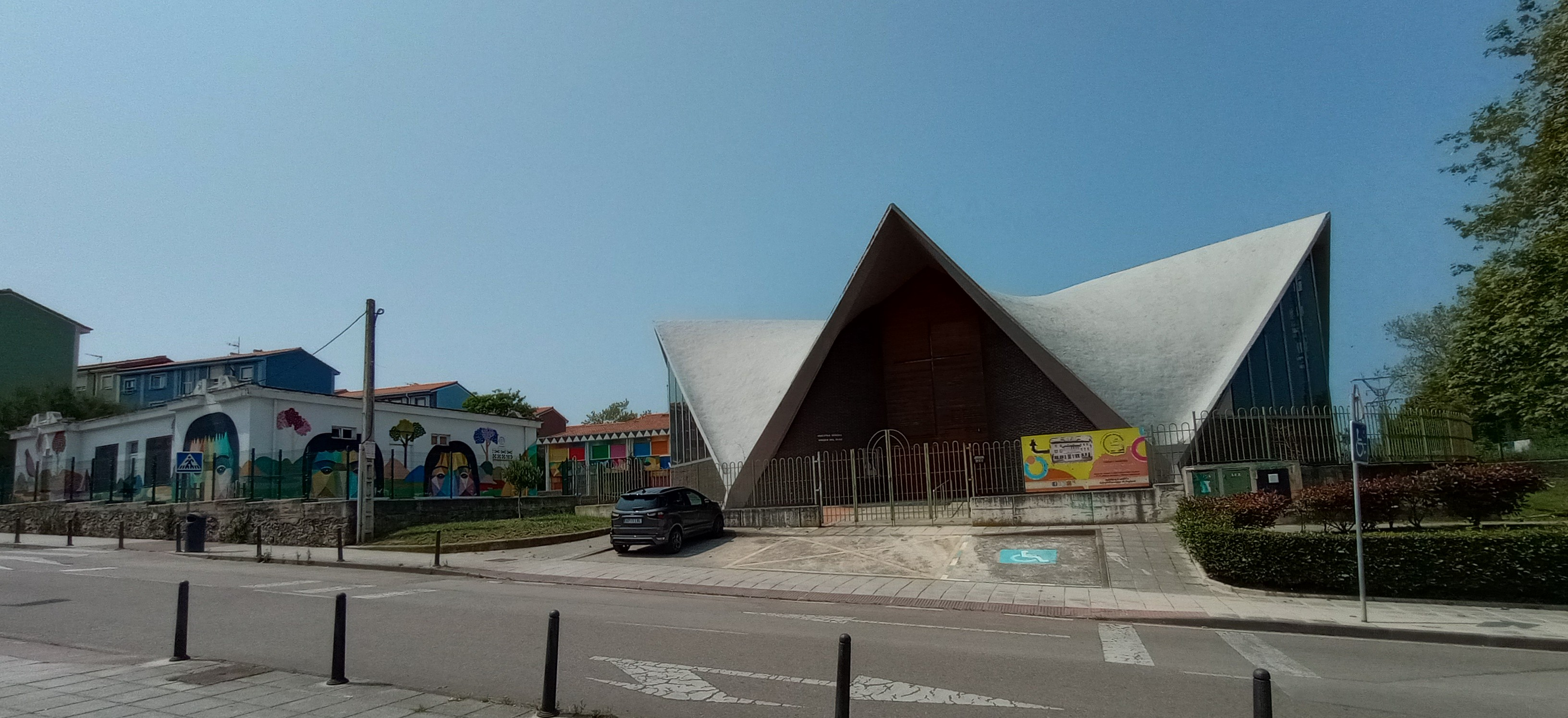
A la izquierda la antigua caseta de pesajes pintada por Okuda y a la derecha la iglesia de Nuestra Señora de la Virgen del Faro, donde se encontraba la tribuna regia.

Entre 1959 y 1960, la Obra Social de la Falange promovió la demolición de las antiguas caballerizas para construir cinco bloques de viviendas, que se entregaron en 1961. En 1982, las tribunas del hipódromo fueron derribadas para ampliar el camping adyacente. Actualmente, el terreno alberga un campo de prácticas del Campo Municipal de Golf Mataleñas, y un restaurante llamado Hipódromo de Suso (anteriormente conocido como Hipódromo de Bellavista).
De todos los edificios originales, solo la caseta de pesaje ha perdurado. Este edificio ha tenido diversos usos a lo largo del tiempo, funcionando como escuela y sede de varios clubes deportivos del barrio de Cueto. Recientemente, fue intervenido mediante una obra de arte urbano realizada por el artista Okuda, que añadió un vibrante colorido a su fachada.